# Live Live Live Extra
Live Live Live Extra è un live album degli X Japan uscito come supplemento al precedente Live Live Live (Tokyo Dome 1993-1996). Tutte le tracce sono state registrate durante il concerto del 31 dicembre 1996, ad eccezione di Piano Solo del 1995.

## Tracce
1. KURENAI 12/31/96 - 7:02 (YOSHIKI - YOSHIKI)
2. WRIGGLE 12/31/96 - 1:27 (HEATH & PATA)
3. HEATH SOLO 12/31/96 - 4:22 (HEATH)
4. HIDE SOLO 12/31/96 - 8:02 (HIDE)
5. PIANO SOLO 12/31/95 - 5:26 (YOSHIKI)
6. DRUM SOLO 12/31/96 - 9:02 (YOSHIKI)
7. ORGASM 12/31/96 - 15:43 (Hitomi Shiratori - YOSHIKI)